# Ивановское (Назаровская сельская администрация)
В том числе ещё одна деревня Ивановское имеется в том же сельском поселении, но она относится к Шашковскому сельскому округу, является наиболее удалённым населённым пунктом округа.
Ива́новское  — деревня Назаровского сельского округа Назаровского сельского поселения Рыбинского района Ярославской области .
Деревня расположена в центре сельского поселения, к северу от дороги, ведущей из Рыбинска в Тутаев (по левому берегу Волги) и непосредственно с северо-запада от центра сельского поселения, Назарово. Деревня стоит на удалении около 500 м от дороги и 2 км от берега Волги. Деревня стоит на правом, западном правом берегу небольшого безымянного ручья, теряющегося в расположенном к югу песчаном карьере. Этот ручей отделяет Ивановское от Назарово. На противоположном берегу ручья, выше по течению стоит деревня Оборино. К западу от деревни обширное поле, ограниченное дорогой, идущей по краю города Рыбинск к посёлку Майский, стоящего на удалении около 3 км в верховьях упомянутого ручья .
Деревня указана на плане Генерального межевания Рыбинского уезда 1792 года как Сельцо, что ныне деревня Ивановская. Там же протекающий через деревню ручей назван Хрешовка и он впадает в Волгу.
На 1 января 2007 года в деревне числилось 25 постоянных жителей . Почтовое отделение, расположенное в центре сельского поселения Назарово, обслуживает в деревне 24 дома .